# Francisco Armero Peñaranda

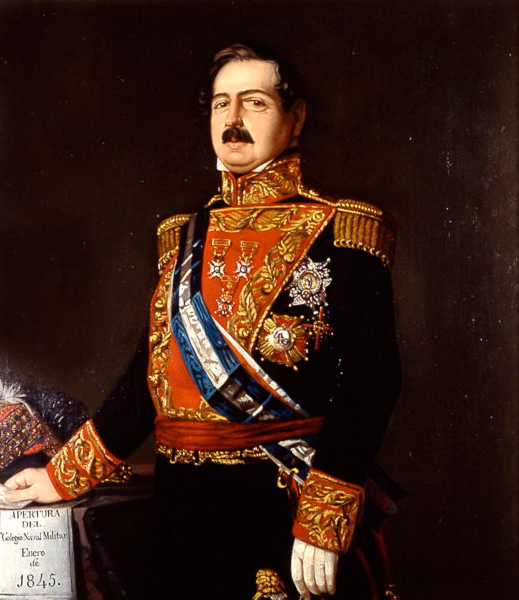
Francisco Armero Peñaranda.

Francisco Armero y Peñaranda, markgraaf de Nervión (Fuentes de Andalucia, 3 mei 1804 - Sevilla, 2 juli 1866) was een Spaans luitenant-generaal, politicus en eerste minister. 

## Levensloop

### Militaire loopbaan
Na zijn schoolopleiding trad hij in 1820 toe tot de militaire dienst als zeecadet. In 1828 werd hij bevorderd tot onderluitenant en als fregatkapitein nam hij later aan de Eerste Carlistenoorlog deel. Bij de belegering van Bilbao in juni 1835 kon hij zich onderscheiden door zijn grote dapperheid. 
Op 22 september 1837 werd hij voor de eerste maal verkozen tot lid van het Congreso de los Diputados. In 1840 werd hij bevorderd tot brigadier en tot commandant van de marinestrijdkrachten in Catalonië. 

### Ministerschap
Op 20 juli 1840 werd Armero benoemd tot minister van Marine, Handel en Koloniën in de regering van Antonio González y González. Deze functies behield hij ook in de regeringen van Valentín Ferraz en Modesto Cortázar. Op 11 september 1840 eindigde het ministerschap van Armero.
In augustus 1843 werd hij benoemd tot bevelhebber van de marinestrijdkrachten in Cartagena. Op 15 september 1843 werd hij opnieuw verkozen tot parlementsafgevaardigde en behield dit mandaat tot en met 6 december 1846. Op 22 februari 1844 werd hij door toenmalig premier Luis González Bravo benoemd tot luitenant-generaal van de strijdkrachten.
Vanaf 3 mei 1844 was hij opnieuw minister van Marine, Handel en Koloniën in de regering van González Bravo. Deze functie behield hij ook in de regering van Ramón María Narváez y Campos en hij bleef minister tot en met 12 februari 1846. Als minister was hij in september 1844 betrokken bij de oprichting van een militaire marineschool. Van 5 april 1846 tot en met 28 januari 1847 was hij voor een derde maal minister van Marine, Handel en Koloniën in de regering van Francisco Javier de Istúriz. In april 1846 was hij tevens voor korte tijd minister van Oorlog.
Voor zijn politieke verdienste werd hij op 15 augustus 1845 benoemd tot senator voor het leven en in 1847 werd hij benoemd tot kapitein-generaal van Madrid. In 1849 volgde zijn benoeming tot koloniaal commandant van Havana.
Van 2 juni 1851 tot en met 3 mei 1852 was hij nogmaals minister van Marine in de regering van Juan Bravo Murillo.

### Premierschap en laatste levensjaren
Op 15 oktober 1857 werd hij door koningin Isabella II benoemd tot premier van Spanje en combineerde dit met het ministerschap van Oorlog. Hij bleef premier tot en met 14 januari 1858 en in oktober 1857 was hij eveneens ad interim minister van Binnenlandse Zaken. In 1858 werd hij door toenmalig premier Leopoldo O'Donnell benoemd tot directeur-generaal van de marine.
Wegens zijn politieke verdienste werd hij op 22 februari 1862 in de Spaanse adelstand verheven met de titel "Markgraaf van Nervión". Van 16 september 1864 tot 21 juni 1865 was hij voor de vijfde en laatste maal minister van Marine in de regering van Ramón Narváez. Vervolgens was hij als kapitein-generaal tot aan zijn overlijden opperbevelhebber van de marine.